# Xenophora cerea
Xenophora (Xenophora) cerea is een slakkensoort uit de familie van de Xenophoridae. De wetenschappelijke naam van de soort is voor het eerst geldig gepubliceerd in 1845 door Reeve.